# Ekstaza (film)
Artykuł ten został zgłoszony do umieszczenia na stronie głównej w rubryce „Czy wiesz”.
Pomóż nam go sprawdzić: oceń zgłoszoną nominację.
Ekstaza (Extase) – czechosłowacki film obyczajowy z 1932 roku w reżyserii Gustava Machatego, nakręcony na podstawie autorskiego scenariusza, znany z erotycznych motywów i przełomowego przedstawienia kobiecej seksualności. Film opowiada o Ewie (Hedy Lamarr), młodej kobiecie, która jako nieszczęśliwa małżonka odnajduje namiętność u młodszego mężczyzny, Adama, co prowadzi do tragicznych konsekwencji. Film budził kontrowersje ze względu na swoją treść, w tym pierwszą scenę z całkowicie nagą kobietą w czechosłowackim kinie. Początkowo wzbudził skandal, ale później został doceniony za swoje walory artystyczne i wpływ na późniejsze kino. Film został odrestaurowany w 2019 roku i pozostaje znaczący ze względu na eksplorację kobiecej wolności oraz innowacyjne środki wyrazu.

## Fabuła
Ewa, córka ziemianina, poślubia znacznie starszego od siebie, zamożnego Emila Jermanna. Po ślubie, w luksusowym praskim mieszkaniu, odkrywa, że mąż traktuje ją chłodno i nie okazuje jej zainteresowania jako kobiecie. Zraniona jego obojętnością i pedanterią, powraca do rodzinnego majątku i żąda rozwodu, tłumacząc to nieprzezwyciężalnym wstrętem.
Podczas kąpieli w stawie spotyka Adama – młodego inżyniera budującego pobliską autostradę. Adam jest przeciwieństwem jej męża: mimo silnej budowy ciała zachowuje się łagodnie. W czasie nocnej burzy Ewa idzie do jego domu i staje się jego kochanką, po raz pierwszy doświadczając prawdziwej miłości.
Emil otrzymuje pozew sądowy i jedzie do Ewy, bezskutecznie błagając ją o powrót. W drodze do domu spotyka Adama i rozpoznaje w nim kochanka żony. Obaj mężczyźni zatrzymują się w wiejskiej gospodzie, gdzie Ewa odwiedza Adama. Emil popełnia samobójstwo w swoim pokoju. Śmierć męża rzuca cień na związek kochanków. Adam wraca do pracy, a Ewa rodzi dziecko.

## Obsada

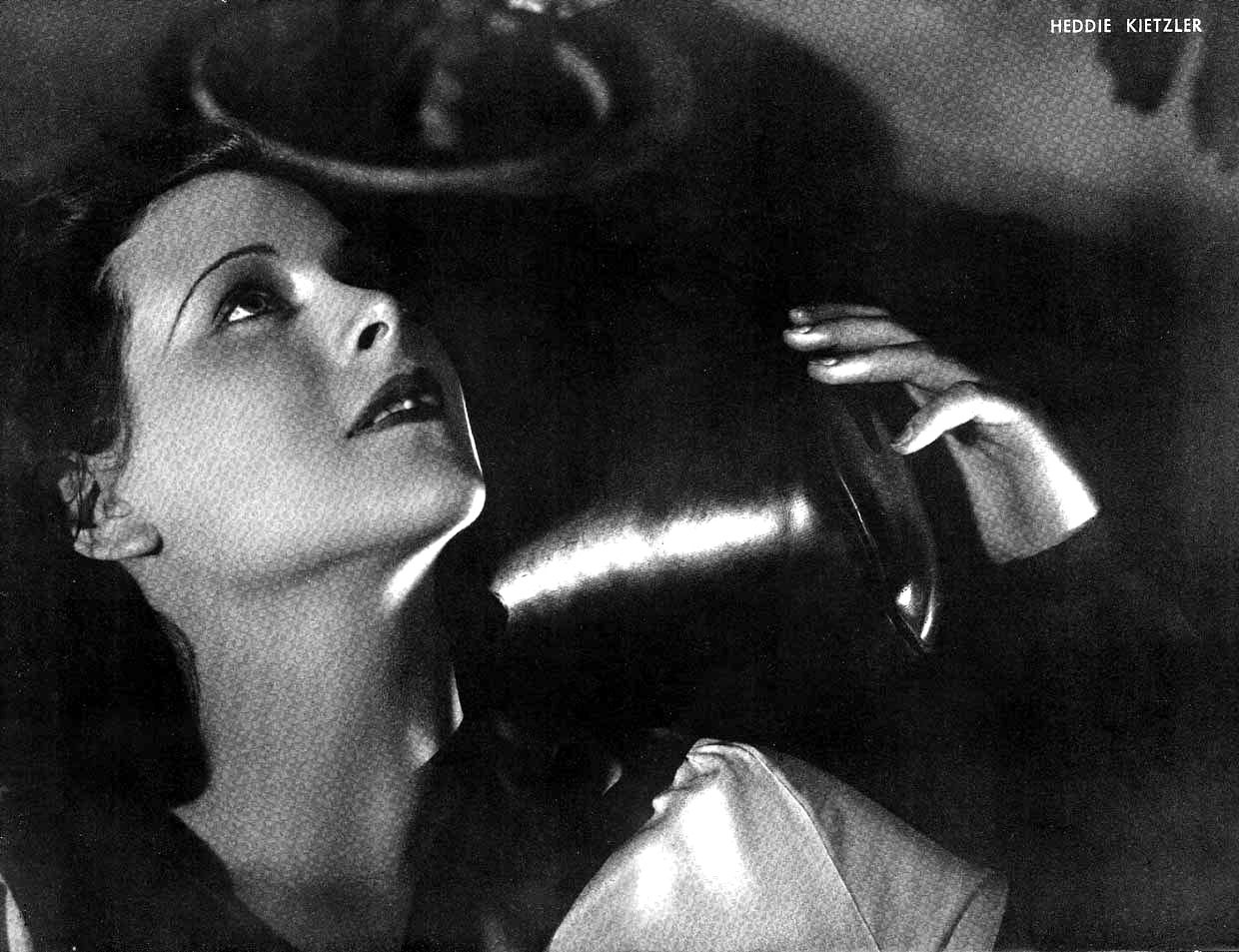
Hedy Lamarr (1934)

Źródło: Filmový přehled

- Hedy Lamarr jako Ewa Jermann
- Aribert Mog jako Adam
- Zvonimir Rogoz jako Emil Jermann
- Leopold Kramer jako ojciec Ewy
- Jiřina Steimarová jako Madla
- Antonín Kubový jako włóczęga
- Karel Mácha-Kuča jako prawnik
- Eduard Šlégl jako włóczęga
- Jan Sviták jako tancerz

Dubbing czeski:
- Jiřina Štěpničková jako Ewa
- Jiří Plachý jako Adam
- Bedřich Vrbský jako ojciec Ewy

Dubbing francuski:
- Pierre Nay jako Adam
- André Nox jako ojciec Ewy

## Produkcja
Reżyser Gustav Machatý już w latach 20. XX wieku zdobył renomę ambitnego filmowca, realizując uznawany za arcydzieło, pełen napięcia erotycznego utwór Erotikon (1929). W 1931 roku poznał austriacką aktorkę Hedy Lamarr, dla której przewidział rolę w swoim kolejnym utworze. Niezadowolony z pracy nad swoimi pierwszymi dwoma filmami dźwiękowymi, reżyser starał się stworzyć film, w którym dialogi zostałyby zredukowane na rzecz muzyki. W lipcu 1932 roku, po długich przygotowaniach, rozpoczęły się zdjęcia do Ekstazy. Ekstaza powstawała zarówno w plenerach czechosłowackich (okolice Pragi – Jevany, Barrandov), jak i w atelier wiedeńskim; Machatý traktował swój film jako uniwersalne dzieło środkowoeuropejskie. Film od 20 grudnia 1933 roku, momentu premiery, był wyświetlany w trzech wersjach językowych: czeskiej, niemieckiej i francuskiej. 

### Rekonstrukcja cyfrowa
W 2019 roku dzięki wysiłkom praskiego Czeskiego Narodowego Archiwum Filmowego Ekstaza została poddana rekonstrukcji cyfrowej w rozdzielczości 4K i ponownie wyświetlona w kinach. 

## Odbiór
Wersja czeska miała premierę festiwalową na 2. Międzynarodowym Festiwalu Filmowym w Wenecji w 1934 roku, wywołując skandal z powodu sceny z nagą Hedy Lamarr oraz pierwszego w historii kina fabularnego przedstawienia kobiecego orgazmu. W nazistowskich Niemczech nie dopuszczono Ekstazy do szerokiej dystrybucji, a film potępił również ówczesny papież Pius XI.
Z czasem oceny filmu ulegały zmianie, a znaczenie Ekstazy dla kinematografii wyjaśniała np. Marina Pavido:
Ekstaza, zarówno ze względu na poruszane przez siebie tematy – przede wszystkim rozwód – jak i dlatego, że w pewnym sensie wyprzedza zarówno formą, jak i treścią wiele dzieł, które pojawią się w kolejnych latach, pozostaje do dziś nie tylko bardzo ważnym dokumentem historycznym, ale także niezwykle wyrafinowanym filmem fabularnym pod względem artystycznym.
Ekstaza straciła też aurę dzieła skandalizującego. Museum of Modern Art opisuje film Machatego przede wszystkim jako udane dzieło artystyczne, jako film „o wyrafinowanych kompozycjach, precyzyjnym montażu i sugestywnych metaforach wizualnych, połączonych ze śmiałym, nienaturalistycznym wykorzystaniem nowej technologii dźwięku zsynchronizowanego”. Kevin B. Johnson zauważał, że Ekstaza była również największym sukcesem komercyjnym w karierze Machatego.
Ekstaza była często interpretowana jako jeden z pierwszych filmów czechosłowackich o wyzwoleniu seksualnym kobiety. Grająca Ewę Hedy Lamarr nie tylko była pierwszą w historii kina czechosłowackiego kobietą, która występowała nago przed kamerą, ale również zyskiwała sprawczość w poszukiwaniu namiętności. Patricia Bass z „East European Film Bulletin” twierdziła, że „to Ewa decyduje, kiedy związek się zaczyna lub kończy, często ku niezadowoleniu jej ojca, męża lub kochanka”. Ruth Barton w biografii Lamarr zwracała uwagę, że Ekstaza zupełnie odmieniła karierę odtwórczyni głównej roli: „nie było już śladu po córce z małego miasteczka, którą publiczność kojarzyła z jej filmów z okresu weimarskiego; ta Hedy Kiesler wyróżniała się zmysłowymi ruchami i naturalną seksualnością”. Gdy jednak Lamarr wyemigrowała do Stanów Zjednoczonych w 1937 roku, ze względu na warunki pracy w konserwatywnym Hollywood nie miała szans na podobną swobodę gry aktorskiej, co w Ekstazie.